# 동해고속도로
| 2001년 이전 고속국도 노선 (기종점은 2001년 8월 24일 이전을 기준으로 함) | 2001년 이전 고속국도 노선 (기종점은 2001년 8월 24일 이전을 기준으로 함) | 2001년 이전 고속국도 노선 (기종점은 2001년 8월 24일 이전을 기준으로 함) |
| ----------------------------------------------------------------------- | ----------------------------------------------------------------------- | ----------------------------------------------------------------------- |
| 노선 기호와 사용 연도                                                   |                                                                         | 5                                                                       |
| 노선 기호와 사용 연도                                                   | 1983년 ~ 1997년                                                         | 1997년 ~ 2001년                                                         |
| 노선명                                                                  | 동해고속도로 (고속국도 제5호선)                                         | 동해고속도로 (고속국도 제5호선)                                         |
| 기점                                                                    | 강원도 속초시                                                           | 강원도 속초시                                                           |
| 종점                                                                    | 강원도 동해시                                                           | 강원도 동해시                                                           |

동해고속도로(東海高速道路, 고속국도 제65호선)는 부산광역시 해운대구를 기점으로, 강원특별자치도 속초시를 종점으로 하여 동해를 따라 남북을 잇는 대한민국의 고속도로이다. 대한민국에서 일곱 번째로 개통된 노선으로, 현재 부산광역시 해운대구와 울산광역시 울주군을 잇는 민자 구간과 울산광역시 울주군에서 경상북도 포항시까지 구간, 강원특별자치도 삼척시와 속초시를 잇는 구간이 각각 개통되었다. 2016년 하반기에 포항 ~ 영덕 구간이 착공되었다.

## 역사
당초 정부는 장기적으로 강원특별자치도 속초시에서 경상북도 포항시를 잇는 종단 고속도로로 연장할 계획을 가지고 있었다.
동해고속도로 구간 중 현재까지 착공되지 않은 구간은 경상북도 포항시 남포항 나들목에서 북영일만 나들목 구간, 경상북도 영덕군 영덕 분기점에서 강원도 삼척시 근덕 나들목까지의 구간과 강원도 속초 나들목에서 고성군 구간이다. 이중 영덕 분기점 ~ 근덕 나들목 구간은 2009년 예비타당성조사에서 경제성이 미흡하다는 결과가 도출되었다. 이 중 경상북도 포항시 북영일만 나들목에서 영덕군 영덕 분기점까지의 31.8km 구간을 2016년 하반기에 착공하여 2025년 개통될 예정이고, 속초 나들목에서 고성군 구간은 최근 정부의 제2차 고속도로 건설 계획에 포함이되어 추후에 착공될 예정이다.

### 공통
- 1973년 8월 23일 : 강원도 속초시 교동 ~ 삼척시 북평읍 구간을 고속국도 제5호선 속초 ~ 삼척선으로 지정[3]
- 1981년 11월 7일 : 종점을 '강원도 삼척시 북평읍'에서 '강원도 동해시'로 변경, 동해고속도로(동해선)으로 노선명 변경[4]
- 1992년 4월 29일 : 종점을 '강원도 동해시'에서 '강원도 동해시 부곡동'으로 변경[5]
- 1997년 8월 27일 : 종점을 '강원도 동해시 부곡동'에서 '강원도 동해시 지흥동'으로 변경[6]
- 1999년 8월 31일 : 부산광역시 해운대구 송정동 ~ 울산광역시 울주군 범서면 구간을 고속국도 제28호선 부산 ~ 울산고속도로(부산 ~ 울산선)으로 지정[7]
- 2001년 8월 25일 : 기존 부산 ~ 울산고속도로 전 구간을 편입하고 노선번호를 제5호에서 제65호로 변경.[8]
- 2004년 11월 3일 : 부산 ~ 울산 구간 종점을 '울산광역시 울주군 범서면'에서 '경상북도 포항시 오천읍'으로 연장.[9]
- 2008년 1월 3일 : 부산 ~ 포항(부산광역시 해운대구 ~ 경상북도 포항시 오천읍) 구간과 삼척 ~ 속초(강원도 삼척시 근덕면 ~ 강원도 속초시) 구간으로 분할[10]
- 2010년 12월 28일 : 도로명주소에 해운대 나들목부터 속초 나들목까지 381.68km 구간을 동해고속도로로 고시[11]
- 2015년 3월 27일 : 국토교통부고시로 부산 ~ 포항 구간 기점을 '부산광역시 해운대구 좌동', 종점을 '경상북도 포항시 남구 오천읍 문덕리'로 명시하고 삼척 ~ 속초 구간 기점을 '강원도 삼척시 근덕면 상맹방리', 종점을 '강원도 속초시 노학동'으로 명시[12]

### 강원특별자치도 구간
- 1968년 7월 24일 : 국제개발협회(IDA)와 대한민국 정부가 합동으로 도로전반에 대한 조사와 검사에 착수, 부존자원이 풍부한 태백산 인근과 동해안의 개발을 위해 강원도 속초시, 강릉시, 삼척시를 잇는 고속도로 건설의 필요성 확인[13][14]
- 1968년 10월 ~ 1971년 : 타당성조사 실시. 강원도 명주군 강동면 모전리 ~ 삼척군 북평읍 천곡리 구간 건설 결정
- 1974년 3월 26일 : 모전 ~ 북평간 32 km 구간 착공
- 1975년 10월 1일 : 고속도로 부지로 강원도 강릉시 홍제동 ~ 삼척군 북평읍 평릉리 37km 구간을 도로구역으로 결정[15]
- 1975년 10월 14일 : 안인 교차로 ~ 천곡 교차로 30km 구간 왕복 2차로 개통[16]
- 1976년 5월 20일 : 고속도로 부지로 강원도 속초시 교동 ~ 강릉시 홍제동 71.2km 구간 도로구역 결정[17]
- 1977년 12월 16일 : 명주군 주문진읍 향호리 ~ 연곡면 방내리 5.74km 구간 개통[18]
- 1986년 10월 11일 : 영동고속도로와 연결을 위해 강원도 명주군 강동면 상사동리 ~ 난곡동 12.1km 구간 도로구역 변경[19]
- 1986년 12월 15일 : 영동고속도로의 강릉 종점이 강릉시 서쪽에 위치해 영동고속도로 이용 후 속초 방향의 국도 제7호선이나 묵호 방향의 동해고속도로를 이용시 강릉시내를 통과해야 하는 문제점을 해결하기 위해 명주군 강동면 모전리 동해고속도로 종점에서 출발하여 강릉시내를 서쪽으로 돌아 북쪽의 죽헌동까지 연결하는 12.5km의 연장구간 착공
- 1988년 6월 4일 : 홍제 교차로 건설을 위해 강원도 강릉시 홍제동 200m 구간 도로구역 변경[20]
- 1990년 10월 26일 : 동해휴게소 (상행) 신설 공사로 인해 강원도 동해시 망상동 350m 구간 도로구역 변경[21]
- 1992년 11월 12일 : 동해간이휴게소 신설 공사로 인해 강원도 동해시 망상동 350m 구간 도로구역 변경[22]
- 1993년 4월 3일 : 옥계 요금소 차선 확장 공사로 인해 강원도 명주군 옥계면 낙풍리 ~ 금진리 370m 구간 도로구역 변경[23]
- 1997년 6월 23일 : 동해고속도로 왕복 4차선 확장 설계 변경으로 인해 강원도 속초시 교동 ~ 강릉시 홍제동 71.2km 구간을 60.1km로 도로구역 변경해 노선 변경, 기존 강원도 강릉시 연곡면 영진리 ~ 난곡동 11.1km 구간 도로구역 해제[24]
- 1997년 12월 9일 : 동해고속도로 왕복 4차선 확장 설계 변경으로 인해 기존 고속도로 부지 중 국도 제7호선에 편입된 부지를 제외한 나머지 부지(강원도 강릉시 연곡면 방내리 ~ 주문진읍 교항리) 도로구역 해제[25]
- 1998년 8월 6일 : 2002년 12월까지 동해 ~ 주문진 구간 왕복 4차선 확장 공사로 인해 강원도 강릉시 강동면 산성우리 ~ 언별리 7.67km 구간 도로구역 결정[26]
- 1998년 11월 7일 : 2002년 12월까지 동해 ~ 주문진 구간 왕복 4차선 확장 공사로 인해 강원도 강릉시 옥계면 ~ 양양군 현남면 37.263km 구간 도로구역 결정[27]
- 1999년 8월 20일 : 왕복 2차선으로 건설되었고, 평면교차로가 대부분인 기존 구간의 사고 위험성이 매우 높아짐에 따라 기존 구간을 이설, 왕복 4 ~ 6차로로 확장하는 노선을 착공, 노선을 양양군 현남면 지리까지 연장[28]
- 2000년 6월 19일 : 2004년 12월까지 동해시 구간 일부 변경 및 구정휴게소 신설 공사로 인해 강원도 동해시 지흥동 ~ 망상동 등 11.129km 구간 도로구역 변경[29]
- 2001년 11월 28일 : 강릉 나들목 ~ 현남 나들목 19.96km 구간 왕복 4차로 개통[30]
- 2004년 10월 6일 : 2009년까지 주문진 ~ 양양 구간 신설로 인해 강원도 양양군 현남면 임호정리 ~ 양양군 양양읍 월리 22.92km 구간 도로구역 결정[31]
- 2004년 10월 12일 : 2004년 12월까지 동해 나들목 요금소 위치 변경으로 인해 강원도 동해시 지흥동 ~ 강릉시 성산면 40.6km 구간 도로구역 변경[32]
- 2004년 11월 24일 : 동해 나들목 ~ 강릉 나들목 41.0 km 구간 왕복 4차로 확장 개통[33], 기존 2차선인 강릉시 죽헌동 ~ 동해시 천곡동 41.7km 구간 고속도로에서 해제[34], 북강릉 나들목 신설 및 옥계 요금소를 폐쇄식으로 전환해 이전[35]
- 2004년 12월 30일 : 현남 나들목 ~ 속초 나들목 43.4 km 구간 착공
- 2007년 10월 9일 : 동해 ~ 삼척(귀운 ~ 용정) 구간 신설로 인해 강원도 동해시 귀운동 ~ 지흥동 4.07km 구간 도로구역 변경[36]
- 2007년 12월 20일 : 남강릉 나들목 개통[37]
- 2008년 9월 9일 : 양양 ~ 속초 구간 신설로 인해 강원도 양양군 양양읍 월리 ~ 강현면 강선리 12.42km 구간 도로구역 결정[38]
- 2009년 3월 30일 : 삼척 ~ 동해(근덕 ~ 귀운) 구간 신설로 인해 강원도 삼척시 근덕면 상맹방리 ~ 동해시 귀운동 14.5km 구간 도로구역 결정[39]
- 2009년 3월 31일 : 남삼척 나들목 ~ 동해 나들목 구간 착공
- 2009년 8월 26일 : 주문진 ~ 속초(설악 ~ 속초) 구간 신설로 인해 강원도 양양군 강현면 강선리 ~ 속초시 장사동 8.9km 구간 도로구역 결정[40]
- 2009년 11월 27일 : 현남 나들목 ~ 하조대 나들목 15.2 km 구간 개통[41][42]
- 2012년 12월 21일 : 하조대 나들목 ~ 양양 나들목 9.67 km 구간 개통[43]
- 2015년 4월 2일 : 2016년까지 졸음쉼터 설치를 위해 강원도 양양군 양양읍 월리 ~ 강현면 강선리 12.42km 구간 도로구역 변경[44]
- 2015년 6월 10일 : 2016년 5월까지 졸음쉼터 설치를 위해 강원도 삼척시 근덕면 상맹방리 ~ 동해시 귀운동 14.5km와 강원도 동해시 귀운동 ~ 지흥동 4.07km 구간 도로구역 변경[45]
- 2016년 8월 25일 : 주문진 ~ 속초(설악 ~ 속초) 구간 신설 공사와 삼척 ~ 동해(근덕 ~ 귀운) 구간 신설 공사 기간을 2016년 12월까지로 명시[46]
- 2016년 9월 9일 : 남삼척 나들목 ~ 동해 나들목 18.56 km 구간 개통[47]
- 2017년 6월 30일 : 양양 분기점 개통
- 2016년 11월 24일 : 양양 나들목 ~ 속초 나들목 18.89 km 구간 개통[48]
- 2017년 12월 1일 : 남삼척 나들목이 근덕 나들목으로, 현남 나들목이 남양양 나들목으로 명칭 변경[49][50][51][52]
- 2017년 12월 : 강릉 나들목 요금소에 다차로 하이패스 시스템 도입[53]

### 부산 ~ 경상북도 구간
- 1968년 1월 : 정부가 작성한 국가 기간도로 건설 장기계획안에 남동임해 지역의 공업 발달을 촉진하기 위한 물류망 구축의 일환으로 경상북도 포항시와 울산시, 부산직할시, 경상남도 마산시, 진주시, 전라남도 순천시, 여수시를 연결하는 남동해안고속도로 건설 계획이 포함[54]
- 1968년 10월 : 해당 구간에 대해 국제개발협회(IDA)가 타당성조사 실시[55], 이후 전라남도 순천시에서 부산직할시까지의 구간으로 단축되어 남해고속도로가 먼저 추진되었고, 경상남도 포항시에서 울산시까지는 일반도로를 개량하는 것으로 변경. 이후에도 경상남도 울산시에서 부산직할시를 잇는 고속도로의 계획이 종종 검토되었으나[56][57] 계속 국도의 확장으로 결론지어져 4차선으로의 확장으로 마무리
- 1996년 9월 13일 : 부산광역시와 경상남도 울산시를 잇는 고속도로 계획 발표
- 1996년 10월 ~ 1997년 9월 : 타당성조사 실시
- 1997년 12월 ~ 2000년 12월 : 실시 설계
- 2000년 12월 11일 : 2005년까지 부산 ~ 울산고속도로 신설을 위해 부산광역시 해운대구 좌동 ~ 울산광역시 울주군 청량면 율리 44.34km 구간 도로구역 결정[58]
- 2001년 11월 : 부산기점 ~ 울산 분기점 46.3 km 구간 착공 (9공구는 2001년 9월 착공)
- 2002년 6월 22일 : 2005년 12월까지 두현 ~ 굴화 구간 신설을 위해 울산광역시 울주군 청량면 율리 ~ 범서읍 굴화리 3.24km 구간 도로구역 결정[59]
- 2004년 11월 16일 : 민간투자시설 사업 기본계획 고시
- 2005년 10월 6일 : 2008년까지 온산 나들목 추가 설치를 위해 부산광역시 해운대구 좌동 ~ 울산광역시 울주군 청량면 율리 44.34km 구간 도로구역 변경[60]
- 2006년 5월 12일 : 한국도로공사와 국민연금공단이 각각 51%, 49%의 지분을 투자하여 설립한 부산울산고속도로(주)와 실시협약 체결
- 2006년 6월 5일 : 2008년까지 3공구 기장 나들목 위치 변경 및 7공구 군사지역 변경을 위해 부산광역시 해운대구 좌동 ~ 울산광역시 울주군 범서면 47.5km 구간 도로구역 변경[61]
- 2006년 7월 27일 : 부산울산고속도로 민간 투자사업 실시계획 승인[62]
- 2006년 8월 3일 : 공사 계약 및 착수
- 2007년 2월 1일 : 2008년까지 6공구 온산 나들목 면접 변경을 위해 부산광역시 해운대구 좌동 ~ 울산광역시 울주군 범서면 47.5km 구간 도로구역 변경[63]
- 2008년 8월 28일 : 2008년 12월까지 문수 나들목 형식 변경을 위해 부산광역시 해운대구 좌동 ~ 울산광역시 울주군 범서면 47.5km 구간 도로구역 변경[64]
- 2008년 12월 29일 : 부산기점 ~ 울산 분기점 47.17km 구간 왕복 6차선 개통.[65] 개통 후 30년간 운영하고 운영권을 반납하는 BTO방식으로 운영
- 2008년 12월 31일 : 부산울산고속도로 민간투자시설사업 실시계획 변경[66]
- 2009년 6월 17일 : 울산 ~ 포항 구간 신설을 위해 울산광역시 울주군 범서읍 굴화리 ~ 경상북도 포항시 남구 오천읍 문덕리 53.68km 구간 도로구역 결정[67]
- 2009년 9월 21일 : 울산 분기점 ~ 남포항 나들목 53.68 km 구간 착공[68]
- 2009년 9월 26일 : 기장 요금소가 해운대송정 요금소로, 일광 요금소가 기장일광 요금소로 명칭 변경[69]
- 2011년 4월 22일 : 2014년까지 북울산 나들목 선형 변경을 위해 울산광역시 울주군 범서읍 굴화리 ~ 경상북도 포항시 남구 오천읍 문덕리 53.68km 구간 도로구역 변경[70]
- 2012년 2월 8일 : 부산울산고속도로 민간투자시설사업 실시계획 변경[71]
- 2013년 11월 5일 : 고속국도 노선 지정령의 일부 개정에 의해 동해선 (부산 ~ 울산)이 동해선 (부산 ~ 포항)으로 개정되어 포항시까지의 노선이 확정
- 2013년 12월 18일 : 포항시 내부의 교통 문제를 해소 및 영일만대로와 오천읍, 철강산단 간 연결성 강화하기 위해 문덕 나들목을 단독으로 개통[72]
- 2015년 7월 23일 : 2016년까지 동경주 나들목 교통광장 구조 변경을 위해 울산광역시 울주군 범서읍 굴화리 ~ 경상북도 포항시 남구 오천읍 문덕리 56.68km 구간 도로구역 변경[73]
- 2015년 12월 29일 : 울산 분기점 ~ 남경주 나들목 22.72km 구간, 동경주 나들목 ~ 남포항 나들목 19.42km 구간 부분 개통[74]
- 2016년 4월 1일 : 동부산 나들목 개통[75][76]
- 2016년 6월 30일 : 남경주 나들목 ~ 동경주 나들목 및 양북1터널 11.6km 구간 개통[77]
- 2016년 10월 19일 : 부산 ~ 포항 구간 종점을 '경상북도 포항시 남구 오천읍 문덕리'에서 '경상북도 영덕군 강구면 상직리'로 연장.[78]
- 2017년 1월 13일 : 2023년까지 포항 ~ 영덕 구간 신설을 위해 경상북도 포항시 북구 흥해읍 곡강리 ~ 영덕군 강구면 상직리 31.06km 구간 도로구역 결정[79]
- 2017년 12월 28일 : 기장 분기점 개통
- 2020년 12월 11일 : 울주 분기점 개통
- 2023년 2월 10일 : 국토교통부 고시 제2023-77호에 의해 동해선(부산~포항)이 동해선(부산~영덕)으로 변경[80]
- 2024년 12월 16일 : 범서 나들목이 척과구룡 나들목으로 명칭 변경

## 주요 통과지
부산광역시
- 해운대구 (좌동 · 송정동) - 기장군 (기장읍 · 일광읍 · 장안읍 · 정관읍 · 장안읍)

울산광역시
- 울주군 (온양읍 · 청량읍 · 범서읍) - 중구 (다운동) - 울주군 범서읍 - 북구 (달천동)

경상북도
- 경주시 (외동읍 ·문무대왕면) - 포항시 남구 오천읍 - 북구 (흥해읍 · 청하면 · 송라면) - 영덕군 (남정면 · 강구면)

강원특별자치도
- 삼척시 (근덕면 · 적노동 · 자원동) ·동해시 (귀운동 · 지흥동 · 천곡동 · 평릉동 · 부곡동 · 발한동 · 초구동 · 망상동 · 심곡동 · 망상동 · 심곡동 · 망상동) - 강릉시 (옥계면 · 강동면 · 구정면 · 성산면 · 사천면 · 연곡면 · 주문진읍) - 양양군 (현남면 ·현북면 · 손양면 · 양양읍 · 서면 · 양양읍 · 강현면) - 속초시 (도문동 · 조양동 · 노학동)

## 구성
총 연장
- 204.58 km

(기점 ~ 울산 47.2km / 울산 ~ 남경주 22.72km / 남경주 ~ 동경주 11.6 km / 동경주 ~ 남포항 19.42km / 근덕 ~ 동해 18.56 km / 동해 ~ 양양 85.08km / 양양 ~ 속초 18.89km)
차로수
- 왕복 6차로, 4차로

(왕복 6차로 : 송정 ~ 울산 / 왕복 4차로 : 기점 ~ 송정, 울산 ~ 남포항, 근덕 ~ 속초)
제한속도
- 최고 100 km/h, 최저 50 km/h

(단, 기점에서 송정까지는 최고 80km/h)

### 터널
- 아래의 내용은 동해고속도로 표시 구간에 따른 터널이다.

부산 ~ 포항 구간
| 터널 이름     | 소재지                             | 길이   | 준공 년도 | 비고      |
| ------------- | ---------------------------------- | ------ | --------- | --------- |
| 해운대터널    | 부산광역시 해운대구 송정동         | 680m   | 2008년    |           |
| 기장1터널     | 부산광역시 기장군 기장읍 대라리    | 460m   | 2008년    | 포항 방면 |
| 기장1터널     | 부산광역시 기장군 기장읍 대라리    | 522m   | 2008년    | 부산 방면 |
| 기장2터널     | 부산광역시 기장군 기장읍 서부리    | 304m   | 2008년    | 포항 방면 |
| 기장2터널     | 부산광역시 기장군 기장읍 서부리    | 265m   | 2008년    | 부산 방면 |
| 일광터널      | 부산광역시 기장군 일광읍 원리      | 150m   | 2008년    |           |
| 온양터널      | 울산광역시 울주군 온양읍 고산리    | 240m   | 2008년    |           |
| 문수터널      | 울산광역시 남구 무거동             | 1,599m | 2008년    | 포항 방면 |
| 문수터널      | 울산광역시 남구 무거동             | 1,508m | 2008년    | 부산 방면 |
| 다운1터널     | 울산광역시 중구 다운동             | 569m   | 2015년    | 포항 방면 |
| 다운1터널     | 울산광역시 중구 다운동             | 374m   | 2015년    | 부산 방면 |
| 다운2터널     | 울산광역시 중구 다운동             | 128m   | 2015년    | 부산 방면 |
| 다운3터널     | 울산광역시 중구 다운동             | 429m   | 2015년    | 포항 방면 |
| 다운3터널     | 울산광역시 중구 다운동             | 411m   | 2015년    | 부산 방면 |
| 다운4터널     | 울산광역시 중구 다운동             | 615m   | 2015년    | 포항 방면 |
| 다운4터널     | 울산광역시 중구 다운동             | 613m   | 2015년    | 부산 방면 |
| 범서1터널     | 울산광역시 울주군 범서읍 서사리    | 803m   | 2015년    | 포항 방면 |
| 범서1터널     | 울산광역시 울주군 범서읍 서사리    | 805m   | 2015년    | 부산 방면 |
| 범서2터널     | 울산광역시 울주군 범서읍 두산리    | 610m   | 2015년    | 포항 방면 |
| 범서2터널     | 울산광역시 울주군 범서읍 두산리    | 585m   | 2015년    | 부산 방면 |
| 범서3터널     | 울산광역시 울주군 범서읍 두산리    | 283m   | 2015년    | 포항 방면 |
| 범서3터널     | 울산광역시 울주군 범서읍 두산리    | 275m   | 2015년    | 부산 방면 |
| 범서4터널     | 경상북도 경주시 외동읍 녹동리      | 2,833m | 2015년    | 포항 방면 |
| 범서4터널     | 울산광역시 울주군 범서읍 두산리    | 2,708m | 2015년    | 부산 방면 |
| 외동1터널     | 경상북도 경주시 외동읍 녹동리      | 300m   | 2015년    | 포항 방면 |
| 외동1터널     | 울산광역시 울주군 범서읍 두산리    | 553m   | 2015년    | 부산 방면 |
| 외동2터널     | 경상북도 경주시 외동읍 냉천리      | 3,086m | 2015년    | 포항 방면 |
| 외동2터널     | 경상북도 경주시 외동읍 냉천리      | 3,103m | 2015년    | 부산 방면 |
| 외동3터널     | 경상북도 경주시 외동읍 냉천리      | 41m    | 2015년    | 부산 방면 |
| 문무대왕1터널 | 경상북도 경주시 문무대왕면 장항리  | 7,543m | 2016년    | 포항 방면 |
| 문무대왕1터널 | 경상북도 경주시 문무대왕면 장항리  | 7,540m | 2016년    | 부산 방면 |
| 문무대왕2터널 | 경상북도 경주시 문무대왕면 입천리  | 234m   | 2015년    |           |
| 문무대왕3터널 | 경상북도 경주시 문무대왕면 호암리  | 466m   | 2015년    | 포항 방면 |
| 문무대왕3터널 | 경상북도 경주시 문무대왕면 호암리  | 530m   | 2015년    | 부산 방면 |
| 문무대왕4터널 | 경상북도 경주시 문무대왕면 용동리  | 217m   | 2015년    | 포항 방면 |
| 문무대왕4터널 | 경상북도 경주시 문무대왕면 용동리  | 203m   | 2015년    | 부산 방면 |
| 문무대왕5터널 | 경상북도 경주시 문무대왕면 용동리  | 2,443m | 2015년    | 포항 방면 |
| 문무대왕5터널 | 경상북도 경주시 문무대왕면 용동리  | 2,442m | 2015년    | 부산 방면 |
| 오천1터널     | 경상북도 경주시 문무대왕면 용동리  | 161m   | 2015년    |           |
| 오천2터널     | 경상북도 경주시 문무대왕면 용동리  | 436m   | 2015년    | 포항 방면 |
| 오천2터널     | 경상북도 포항시 남구 오천읍 진전리 | 391m   | 2015년    | 부산 방면 |
| 오천3터널     | 경상북도 포항시 남구 오천읍 진전리 | 546m   | 2015년    | 포항 방면 |
| 오천3터널     | 경상북도 포항시 남구 오천읍 진전리 | 581m   | 2015년    | 부산 방면 |
| 오천4터널     | 경상북도 포항시 남구 오천읍 진전리 | 293m   | 2015년    | 포항 방면 |
| 오천4터널     | 경상북도 포항시 남구 오천읍 진전리 | 278m   | 2015년    | 부산 방면 |
| 오천5터널     | 경상북도 포항시 남구 오천읍 진전리 | 2,202m | 2015년    | 포항 방면 |
| 오천5터널     | 경상북도 포항시 남구 오천읍 갈평리 | 2,178m | 2015년    | 부산 방면 |
| 오천6터널     | 경상북도 포항시 남구 오천읍 갈평리 | 187m   | 2015년    | 포항 방면 |
| 오천6터널     | 경상북도 포항시 남구 오천읍 갈평리 | 232m   | 2015년    | 부산 방면 |
| 오천7터널     | 경상북도 포항시 남구 오천읍 갈평리 | 178m   | 2015년    | 포항 방면 |
| 오천7터널     | 경상북도 포항시 남구 오천읍 갈평리 | 200m   | 2015년    | 부산 방면 |

삼척 ~ 속초 구간
| 터널 이름 | 소재지                                | 길이   | 준공 년도 | 비고      |
| --------- | ------------------------------------- | ------ | --------- | --------- |
| 근덕터널  | 강원특별자치도 삼척시 근덕면 금계리   | 2,473m | 2016년    | 속초 방면 |
| 근덕터널  | 강원특별자치도 삼척시 근덕면 금계리   | 2,558m | 2016년    | 삼척 방면 |
| 적노터널  | 강원특별자치도 삼척시 적노동          | 542m   | 2016년    | 속초 방면 |
| 적노터널  | 강원특별자치도 삼척시 적노동          | 487m   | 2016년    | 삼척 방면 |
| 사직터널  | 강원특별자치도 삼척시 사직동          | 237m   | 2016년    | 속초 방면 |
| 사직터널  | 강원특별자치도 삼척시 사직동          | 302m   | 2016년    | 삼척 방면 |
| 남양터널  | 강원특별자치도 삼척시 성남동          | 327m   | 2016년    | 속초 방면 |
| 남양터널  | 강원특별자치도 삼척시 성남동          | 380m   | 2016년    | 삼척 방면 |
| 지가터널  | 강원특별자치도 동해시 지가동          | 508m   | 2016년    | 속초 방면 |
| 지가터널  | 강원특별자치도 동해시 지가동          | 490m   | 2016년    | 삼척 방면 |
| 귀운터널  | 강원특별자치도 동해시 귀운동          | 305m   | 2016년    | 속초 방면 |
| 귀운터널  | 강원특별자치도 동해시 귀운동          | 290m   | 2016년    | 삼척 방면 |
| 동해터널  | 강원특별자치도 동해시 평릉동          | 300m   | 2004년    |           |
| 강릉1터널 | 강원특별자치도 강릉시 강동면 산성우리 | 450m   | 2004년    | 속초 방면 |
| 강릉1터널 | 강원특별자치도 강릉시 강동면 산성우리 | 535m   | 2004년    | 삼척 방면 |
| 강릉2터널 | 강원특별자치도 강릉시 강동면 산성우리 | 210m   | 2004년    |           |
| 강릉3터널 | 강원특별자치도 강릉시 강동면 산성우리 | 140m   | 2004년    |           |
| 강릉4터널 | 강원특별자치도 강릉시 강동면 산성우리 | 960m   | 2004년    | 속초 방면 |
| 강릉4터널 | 강원특별자치도 강릉시 강동면 임곡리   | 960m   | 2004년    | 삼척 방면 |
| 강릉5터널 | 강원특별자치도 강릉시 강동면 언별리   | 2,075m | 2004년    | 속초 방면 |
| 강릉5터널 | 강원특별자치도 강릉시 강동면 언별리   | 2,095m | 2004년    | 삼척 방면 |
| 현남터널  | 강원특별자치도 양양군 현남면 북분리   | 958m   | 2009년    | 속초 방면 |
| 현남터널  | 강원특별자치도 양양군 현남면 북분리   | 971m   | 2009년    | 삼척 방면 |
| 현북터널  | 강원특별자치도 양양군 현북면 잔교리   | 543m   | 2009년    | 속초 방면 |
| 현북터널  | 강원특별자치도 양양군 현북면 잔교리   | 550m   | 2009년    | 삼척 방면 |
| 양양1터널 | 강원특별자치도 양양군 양양읍 거마리   | 470m   | 2016년    | 속초 방면 |
| 양양1터널 | 강원특별자치도 양양군 양양읍 거마리   | 516m   | 2016년    | 삼척 방면 |
| 양양2터널 | 강원특별자치도 양양군 양양읍 거마리   | 887m   | 2016년    | 속초 방면 |
| 양양2터널 | 강원특별자치도 양양군 양양읍 거마리   | 874m   | 2016년    | 삼척 방면 |
| 강현1터널 | 강원특별자치도 양양군 강현면 석교리   | 140m   | 2016년    |           |
| 강현2터널 | 강원특별자치도 양양군 강현면 강선리   | 50m    | 2016년    |           |
| 청대터널  | 강원특별자치도 속초시 조양동          | 1,532m | 2016년    | 속초 방면 |
| 청대터널  | 강원특별자치도 속초시 조양동          | 1,570m | 2016년    | 삼척 방면 |
| 노학터널  | 강원특별자치도 속초시 노학동          | 30m    | 2016년    |           |

## 나들목 · 분기점
- 여기서 숫자는 진출입교차점 (IC 및 JC) 번호를 말하고, TG는 요금소 (Tollgate), SA는 휴게소 (Service Area)를 뜻한다.
- 거리의 단위는 km이다.
  - 연한 파란색(■): 부산울산고속도로 민자 운영 구간

| 번호             | 이름              | 로마자 이름           | 구간 거리   | 누적 거리   | 접속 노선                                                                                    | 소재지         | 소재지      | 비고                                                                                  |
| 장산로 직결      | 장산로 직결       | 장산로 직결           | 장산로 직결 | 장산로 직결 | 장산로 직결                                                                                  | 장산로 직결    | 장산로 직결 | 장산로 직결                                                                           |
| ---------------- | ----------------- | --------------------- | ----------- | ----------- | -------------------------------------------------------------------------------------------- | -------------- | ----------- | ------------------------------------------------------------------------------------- |
|                  | 부산기점          |                       | -           | -           | 부산광역시도 제77호선 (장산로)                                                               | 부산광역시     | 해운대구    |                                                                                       |
| 1-1              | 동부산            | E.Busan               | 4.50        | 4.50        | 부산광역시도 제2302호선 (동부산관광로)                                                       | 부산광역시     | 기장군      | 속초방향 진출, 부산방향 진입 시 요금지불                                              |
| 1                | 해운대송정 요금소 | Haeundae-Songjeong TG |             |             | 부산광역시도 제23호선 (기장대로)                                                             | 부산광역시     | 기장군      | 본선요금소(나들목, 요금소 일체형) 부산방향 진출과 속초방향 진입만 가능 구 기장 요금소 |
| 1                | 해운대            | Haeundae              | 1.53        | 6.03        | 부산광역시도 제23호선 (기장대로)                                                             | 부산광역시     | 기장군      | 본선요금소(나들목, 요금소 일체형) 부산방향 진출과 속초방향 진입만 가능 구 기장 요금소 |
| 2                | 기장              | Gijang                | 7.89        | 13.92       | 국도 제14호선 (기장대로) 국도 제31호선 부산광역시도 제91호선 (기장대로)                      | 부산광역시     | 기장군      |                                                                                       |
| 2-1              | 기장 분기점       | Gijang JC             | 7.89        | 13.92       | 600호선 부산외곽순환고속도로                                                                 | 부산광역시     | 기장군      |                                                                                       |
| 3                | 장안              | Jangan                | 5.39        | 19.31       | 국도 제14호선 (기장대로) 부산광역시도 제91호선 (기장대로)                                    | 부산광역시     | 기장군      |                                                                                       |
| SA               | 장안휴게소        | Jangan SA             |             |             |                                                                                              | 부산광역시     | 기장군      | 양방향                                                                                |
| 4                | 온양              | Onyang                | 10.34       | 29.65       | 국도 제14호선 (남창로) 광청로                                                                | 울산광역시     | 울주군      |                                                                                       |
| 5                | 청량              | Cheongnyang           | 7.84        | 37.49       | 국도 제14호선 (남창로) 신항로                                                                | 울산광역시     | 울주군      |                                                                                       |
| 5-1              | 울주 분기점       | Ulju JC               |             |             | 14호선 함양울산고속도로                                                                      | 울산광역시     | 울주군      |                                                                                       |
| 6                | 문수              | Munsu                 | 5.27        | 42.76       | 국도 제7호선 (웅촌로)                                                                        | 울산광역시     | 울주군      |                                                                                       |
| 7                | 울산 분기점       | Ulsan JC              | 4.44        | 47.20       | 16호선 울산고속도로 (1호선 경부고속도로)                                                     | 울산광역시     | 울주군      | 언양방향 진출시 경부고속도로 간접 연결                                                |
| 8                | 척과구룡          | Cheokgwaguryong       | 8.10        | 55.30       | 국도 제14호선 (관문로)                                                                       | 울산광역시     | 울주군      | 구 범서 나들목                                                                        |
| SA               | 외동휴게소        | Oedong SA             |             |             |                                                                                              | 경상북도       | 경주시      | 양방향                                                                                |
| 9                | 남경주            | S.Gyeongju            | 14.56       | 69.86       | 국도 제7호선 (산업로)                                                                        | 경상북도       | 경주시      |                                                                                       |
| 10               | 동경주            | E.Gyeongju            | 11.56       | 81.42       | 국도 제4호선 (경감로) 국도 제14호선 (감은로·문무대왕로) 지방도 제929호선 (감은로·문무대왕로) | 경상북도       | 경주시      |                                                                                       |
| SA               | 양북휴게소        | Yangbuk SA            |             |             |                                                                                              | 경상북도       | 경주시      | 양방향 임시 휴게소                                                                    |
| TG               | 남포항 요금소     | S.Pohang TG           |             |             |                                                                                              | 경상북도       | 포항시      | 본선요금소                                                                            |
| 11               | 남포항            | S.Pohang              | 19.41       | 100.83      | 국도 제31호선 (영일만대로) 문덕서로                                                          | 경상북도       | 포항시      | 2013년 12월 오천읍 방면 조기 개통 구 문덕 나들목                                      |
| 계획중           |                   |                       |             |             |                                                                                              |                |             |                                                                                       |
|                  | 북영일만          | N.orth Yeongilman     |             |             | 영일만대로                                                                                   | 경상북도       | 포항시      |                                                                                       |
|                  | 북포항            | N.orth Pohang         |             |             | 월포로                                                                                       | 경상북도       | 포항시      |                                                                                       |
| SA               | 포항휴게소        |                       |             |             |                                                                                              | 경상북도       | 포항시      | 부산방향                                                                              |
| SA               | 영덕휴게소        |                       |             |             |                                                                                              | 경상북도       | 영덕군      | 속초방향                                                                              |
|                  | 남영덕            | S.outh Yeongdeok      |             |             | 회리길                                                                                       | 경상북도       | 영덕군      |                                                                                       |
|                  | 영덕 분기점       | Yeongdeok JC          |             |             | 30호선 서산영덕고속도로                                                                      | 경상북도       | 영덕군      |                                                                                       |
| 계획중           |                   |                       |             |             |                                                                                              |                |             |                                                                                       |
| 29               | 근덕              | Geundeok              | -           | 0.00        | 국도 제7호선 (동해대로) 심방금계길                                                           | 강원특별자치도 | 삼척시      | 구 남삼척 나들목                                                                      |
| 30               | 삼척              | Samcheok              | 9.36        | 9.36        | 국도 제38호선 오십천로                                                                       | 강원특별자치도 | 삼척시      |                                                                                       |
| 31               | 동해              | Donghae               | 8.50        | 17.86       | 국도 제7호선 (동해대로)                                                                      | 강원특별자치도 | 동해시      |                                                                                       |
| 32               | 망상              | Mangsang              | 8.24        | 26.10       | 국도 제7호선 (동해대로)                                                                      | 강원특별자치도 | 동해시      |                                                                                       |
| SA               | 동해휴게소        | Donghae SA            |             |             |                                                                                              | 강원특별자치도 | 동해시      | 부산방향                                                                              |
| SA               | 옥계휴게소        | Okgye SA              |             |             |                                                                                              | 강원특별자치도 | 강릉시      | 속초방향                                                                              |
| 33               | 옥계              | Okgye                 | 6.66        | 32.76       | 국도 제7호선 (동해대로) 옥계로·현내시장길                                                    | 강원특별자치도 | 강릉시      |                                                                                       |
| 34               | 남강릉            | S.Gangneung           | 17.86       | 50.62       | 국도 제7호선 (동해대로) 칠성로                                                               | 강원특별자치도 | 강릉시      |                                                                                       |
| SA               | 구정휴게소        | Gujeong SA            |             |             |                                                                                              | 강원특별자치도 | 강릉시      | 양방향                                                                                |
| 35               | 강릉              | Gangneung             | 8.21        | 58.83       | 국도 제35호선 (경강로)                                                                       | 강원특별자치도 | 강릉시      |                                                                                       |
| 36               | 강릉 분기점       | Gangneung JC          | 2.70        | 61.53       | 50호선 영동고속도로                                                                          | 강원특별자치도 | 강릉시      |                                                                                       |
| 37               | 북강릉            | N.Gangneung           | 7.24        | 68.77       | 국도 제7호선 (동해대로)                                                                      | 강원특별자치도 | 강릉시      |                                                                                       |
| 38               | 남양양            | S.Yangyang            | 9.24        | 78.01       | 국도 제7호선 (동해대로)                                                                      | 강원특별자치도 | 양양군      | 강릉시 주문진읍과의 경계에 있음 구 현남 나들목                                        |
| SA               | 양양휴게소        | Yangyang SA           |             |             |                                                                                              | 강원특별자치도 | 양양군      | 양방향 임시 휴게소                                                                    |
| 39               | 하조대            | Hajodae               | 15.22       | 93.23       | 국도 제7호선 (동해대로)                                                                      | 강원특별자치도 | 양양군      |                                                                                       |
| 40               | 양양 분기점       | Yangyang JC           | 9.68        | 102.91      | 60호선 서울양양고속도로                                                                      | 강원특별자치도 | 양양군      |                                                                                       |
| 40               | 양양              | Yangyang              | 9.68        | 102.91      | 국도 제44호선 (설악로) 국도 제56호선 (설악로) 국가지원지방도 제56호선 (설악로)               | 강원특별자치도 | 양양군      |                                                                                       |
| 41               | 북양양            | N.Yangyang            | 10.41       | 113.32      | 장재터로                                                                                     | 강원특별자치도 | 양양군      |                                                                                       |
| 42               | 속초              | Sokcho                | 8.48        | 121.80      | 국가지원지방도 제56호선 (미시령로)                                                           | 강원특별자치도 | 속초시      |                                                                                       |
| 계획중 (43 ~ 48) |                   |                       |             |             |                                                                                              |                |             |                                                                                       |

## 구간 별 특징
동해고속도로는 영동고속도로와 함께 1970년대에 계획 ·  건설되고 일부 구간인 근덕 나들목 ~ 동해 나들목 구간과 양양 나들목 ~ 속초 나들목 구간이 2016년에 개통된 강원도 구간과 2000년대 이후에 계획하여 민자로 건설된 부산광역시, 울산광역시 구간, 현재 계획하고 있거나 이미 착공한 울산광역시 이북 구간으로 구분할 수 있다. 현재 개통하여 운영중인 곳은 강원특별자치도 구간과 부산광역시, 울산광역시 구간으로, 특히 강원특별자치도 구간은 1970년대 건설된 이후 상당 구간을 직선화, 이설하여 국도로 격하된 구간이 존재한다.
| 부산기점 | 47.2 km       | 울산 분기점 | 53.7 km       | 남포항 나들목 | 9.1 km | 북영일만 나들목 | 30.3 km | 영덕 분기점 | 118 km | 근덕 나들목 | 18.6 km       | 동해 나들목 | 27.2 km                               | 강릉 나들목 | 20.0 km       | 남양양 나들목 | 15.2 km       | 하조대 나들목 | 9.7 km        | 양양 분기점/양양 나들목 | 18.5 km       | 속초 나들목 | 43.5 km | 고성종점 |
| 부산기점 | 개통 (2008년) | 울산 분기점 | 개통 (2016년) | 남포항 나들목 | 구상   | 북영일만 나들목 | 공사중  | 영덕 분기점 | 구상   | 근덕 나들목 | 개통 (2016년) | 동해 나들목 | 최초 개통 (1975년) 확장 개통 (2004년) | 강릉 나들목 | 개통 (2001년) | 남양양 나들목 | 개통 (2009년) | 하조대 나들목 | 개통 (2012년) | 양양 분기점/양양 나들목 | 개통 (2016년) | 속초 나들목 | 구상    | 고성종점 |

### 부산 ~ 울산 구간

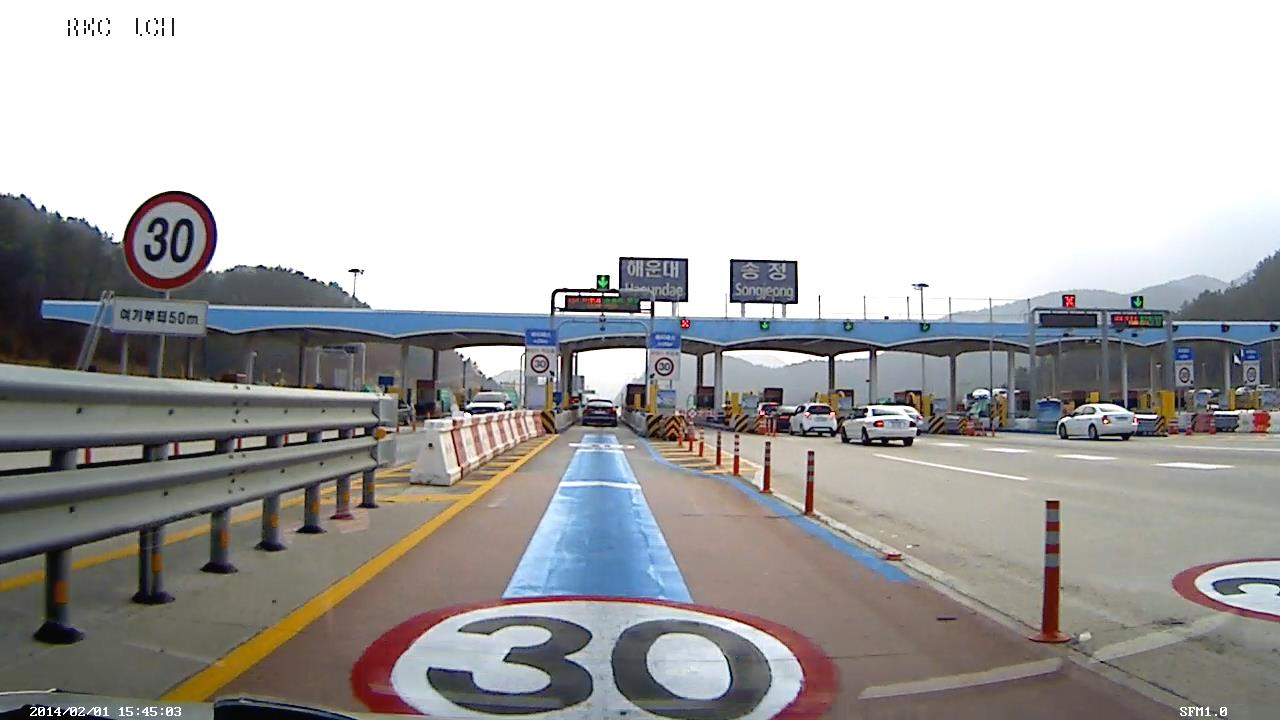
해운대송정 요금소(부산방향)

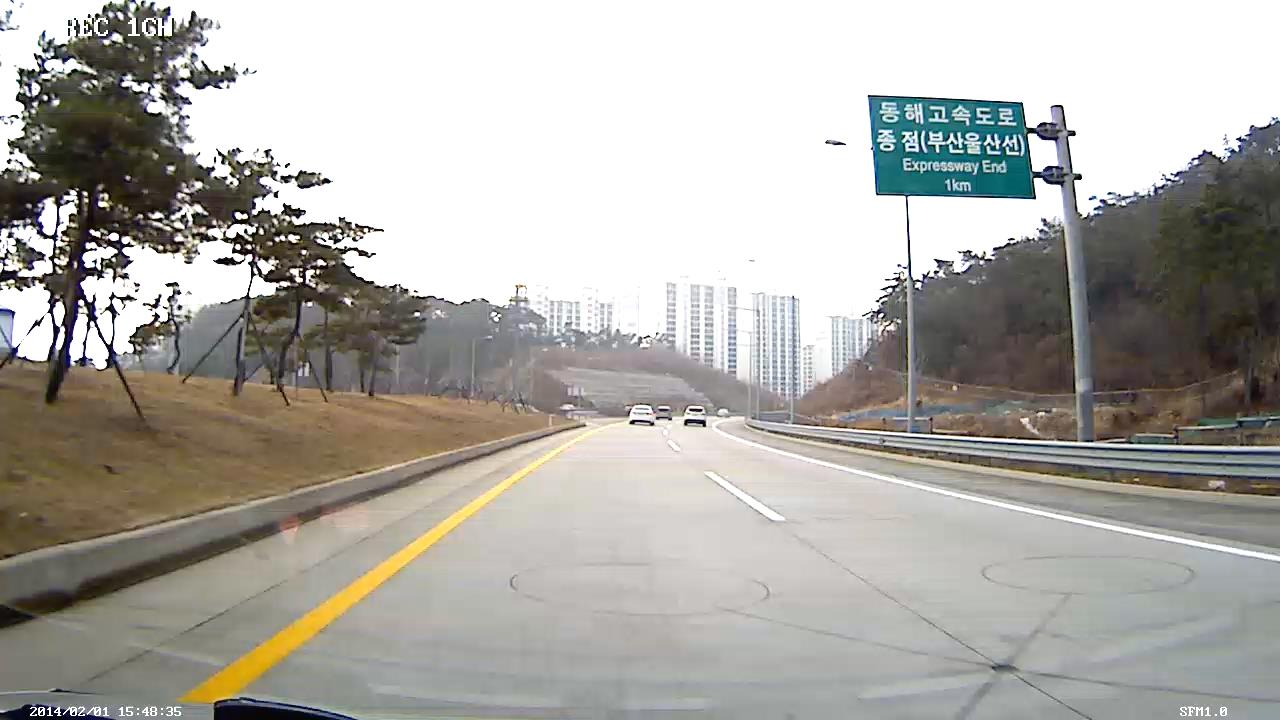
동해고속도로 종점 1km 전 안내

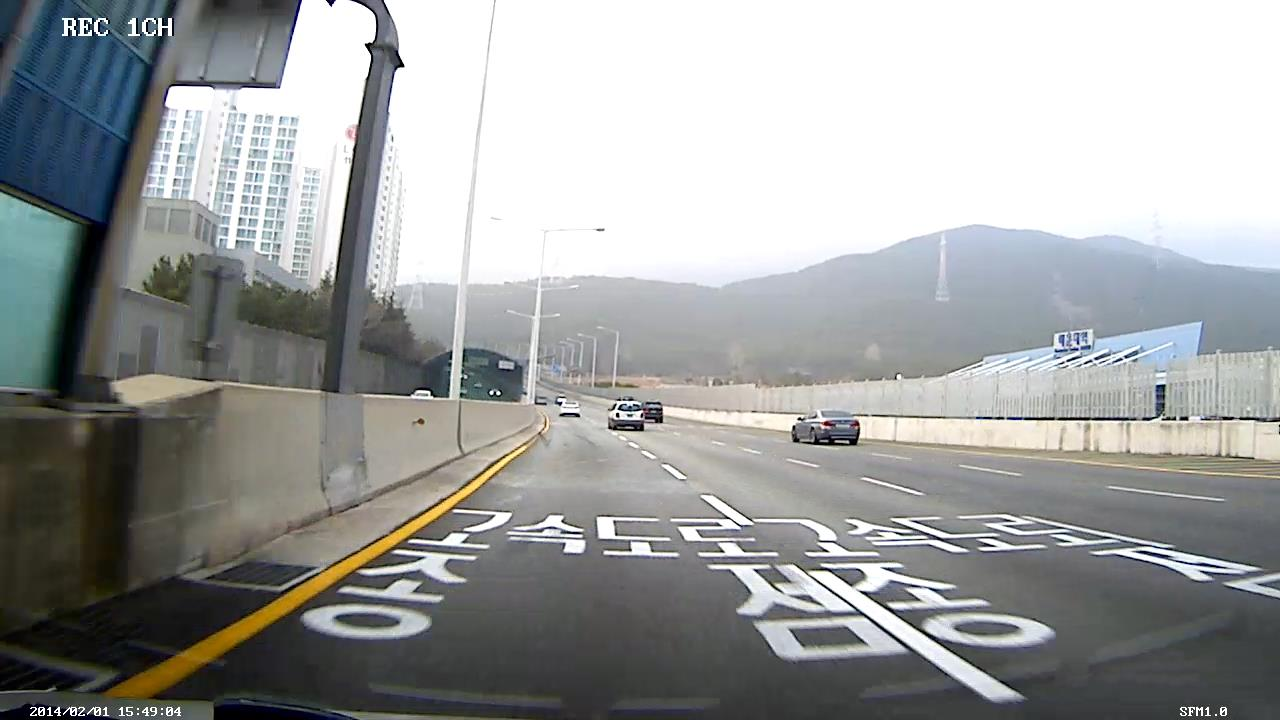
동해고속도로 종점(장산로 입구)

부산울산고속도로로 불리는 이 구간은 동해고속도로 시점인 부산광역시 해운대구에서 울산광역시 울주군을 잇는 47.2km구간으로 2008년 12월 29일에 개통하였다. 부산광역시의 도시고속도로인 장산로와 직결되어 광안대로와 황령터널을 이용해 부산광역시 시내로 진입이 가능하며, 울산광역시 울주군 울산 분기점에서 울산고속도로 및 신복로터리와 접속하여 울산광역시 시내로 진입할 수 있다. 해당 구간의 개통으로 종전 70분가량 소요되던 울산(남구)과 부산(해운대) 사이의 이동 시간이 30분가량으로 대폭 단축되었으며, 선형이 대한민국 국토해양부 도로시설기준에 명시된 곡선 회전반경보다 최소 3배 이상으로 곡선 구간이 거의 없다. 하지만 이로 인한 과속과 부주의 운전에 빠지기 쉽고, 이로 인한 사고가 자주 발생하고 있기도 하다.
이 도로는 당초 국비로 진행되는 사업이었으나, 정부 재원의 부족으로 인한 공사 지연을 막기 위해 민자로 전환하여 착공하였다. 사업 주체는 부산울산고속도로(주)로 다른 대한민국의 고속도로를 운영하고 있는 한국도로공사가 51%, 국민연금공단이 49%의 지분을 출자하여 대한민국의 민간투자고속도로 중 유일하게 공공부문에서 100% 출자하여 설립하였다. 총 투자비는 1조 2,660억원으로, 민자 사업자는 2006년 8월 4일부터 참여하여 2008년 12월 29일 완공하였다. BTO(Build-Transfer Operate)방식으로 건설되었으며, 완공 즉시 소유권이 정부로 이관되었고 2038년 12월 28일까지 30년간 운영할 예정이다.
개통 전인 2004년 11월을 기준으로 당초 부산 기점 ~ 울산 간 통행료를 3,000원으로 책정하였다가 2008년 개통이 다가오면서 물가인상분 14.3%을 적용, 통행료를 3,600원으로 책정한 바 있다. 이후 시민들의 반발로 3,500원으로 조정하여 개통하였으며, 2014년 현재 중형 승용차 기준 3,800원을 징수하고 있고 문수 ~ 청량(5.3 km), 청량 ~ 온양(7.8 km) 등 최소 구간의 이동에도 최소 요금인 1,000원을 징수하고 있다. 비록 경부고속도로와 울산고속도로를 이용해 부산광역시 ~ 울산광역시를 이동하는 경우인 3,200원보다 다소 비싸지만, 다른 지역의 민자고속도로 통행료보다 저렴한 편이다 또한 한국도로공사와 징수체계가 달라 31.5 km 이내 구간을 이동시에는 한국도로공사 운영구간보다 통행료가 오히려 저렴하다. 단, 당초 정부가 민자사업으로 전환하면서 "추가 부담은 없을 것"이라는 약속과 달리 부산기점 ~ 울산간 요금이 한국도로공사 운영구간보다 비싼 것을 지적하며 개통 초기 지역사회의 요금 인하 요구가 있었다.
동부산 나들목부터 문수 나들목까지 7개의 나들목이 위치하며, 휴게소는 장안 나들목과 온양 나들목 사이에 장안 휴게소가 상· 하행 각 1개소가 위치하고 있으며 (울산기점 21.2 km, 부산기점 26 km), 회야대교 등 69개소의 교량 (총 연장의 18.1%), 문수터널 등 5개소의 터널 (총 연장의 7.4%)이 위치하고 있다.

### 울산 ~ 포항 구간
동해고속도로의 일부로 대한민국 최대의 임해공업 도시로 손꼽히는 울산광역시와 경상북도 포항시를 잇는 울산 ~ 포항간 고속도로는 당초 건설을 위한 실시설계가 시작될 예정이었으나, 예산 확보를 위해 2006년 실시된 기획예산처의 사업 타당성 재검증 결과 경제성 수치가 기준치인 1 이하로 낮아 검토대상 우선순위에서 밀려난 바 있었다. 대신 이와 경쟁노선으로 지적돼 사업이 중단되었던 울산광역시 남구 옥동에서 북구 농소동까지의 국도 7호선 우회도로 개설사업을 재개하였다. 국도 7호선 우회도로 개설사업은 울산광역시 남구 옥동에서 무거동, 삼호교 등 교통 혼잡지역을 경유하는 노선을 대체하는 우회도로로서, 총 연장 16.9km의 사업비 3,470억원의 규모로 사업 규모가 크지 않아 즉각 시행될 수 있다는 장점이 있었다. 이후 국도 7호선 사업은 2010년 3월 착공해 2014년 12월 완공 예정이었으나 예산 배정 지연으로 유보중이다.
그러나 이명박 정부 들어 광역경제권 개발 프로젝트가 발표되면서, 울산과 포항을 잇는 고속도로가 다시 추진되기 시작하였다. 이에 따라 2009년 2월 12일 국토해양부는 울산에서 포항에 이르는 총 연장 54km의 구간을 국고재정사업으로 2조 1104억원을 들여 2009년 5월까지 실시설계를 마친 뒤 같은 해 6월에 착공하겠다는 입장을 밝혔으며 2014년 개통 예정으로 착공되었다. 해당 구간이 이명박 전 대통령의 형인 이상득 전 국회의원의 지역구와 연결되어 과메기 특구와 함께 소위 "형님예산"으로 불리는 등 난항이 있었지만, 이명박 정부 기간 동안 공사가 상당 부분 진행되었다. 그러나 박근혜 정부 들어서는 예산 부족으로 사업 진행이 지연되어 당초 2014년 개통 예정이었으나, 1년 연기된 2015년 12월에 부분 개통하였고 2016년 6월에 나머지 구간까지 개통되어 완전 개통하였다.
부산 ~ 울산 구간과는 달리 순수한 국고 사업으로 진행되며, 전 구간 4차로에 총 연장 53.68km, 울산광역시 울주군 범서읍 울산 분기점에서 시작하여 경상북도 포항시 오천읍 남포항 나들목까지 이어진다. 사업비는 1조 6,424억원이며, 4개소의 나들목, 2개소의 휴게소가 개설되었으며 23개소의 터널 (24.6 km), 52개소의 교량 (9.5 km)로 이어진다. 또한 경주국립공원, 토함산 구간은 7.5km의 장대터널로 통과하게 되며, 강원도 인제터널에 이어 두 번째로 긴 터널이 되었다. 본 구간이 완공되면서 상습 정체를 겪고 있는 울산광역시에서 포항시 사이 75km의 국도 7호선 구간보다 거리가 54km로 단축, 시간은 28분이 감소되며 주로 대형차량의 산업물동량 해소로 물류비용 절감 및 산업경쟁력이 개폭 개선될 것으로 전망되었다.

### 포항 ~ 영덕 구간
경상북도 포항시 북구 흥해읍에서 경상북도 영덕군 강구면까지 이어지는 이 구간은 2008년 9월 광역경제권 선도사업으로 지정된 이후, 2009년 1월부터 11월까지 기획재정부의 예비타당성조사, 2009년 12월부터 2011년 11월까지 국토부의 타당성조사가 실시되었으며 2012년 2월부터 한국도로공사의 기본설계를 시작으로 추진중이다. 당초 경상북도 포항시에서 강원도 삼척시까지 이어져 강원도 속초시까지의 동해고속도로를 완성할 계획이었으나, B/C(편익비용분석) 결과 0.2대의 아주 저조한 결과가 도출되어 경상북도 영덕군까지만 계획하였다. 포항시 북구 영일만 북쪽, 청하면,영덕군 남정면 에 각각 1개소씩 나들목이 신설되고, 영덕군 강구면에 서산영덕고속도로와 연결되는 영덕 분기점이 신설된다. 이 영덕 분기점을 통해 서산영덕고속도로 영덕 나들목으로 진출할 수 있다. 중간에 영덕군 남정면에 영덕 휴게소가 개설될 예정이다.
그런데 이 구간은 대표적인 형님고속도로로 불리며 사업 추진에 의문이 제기되고 있다. 예비타당성조사 결과 B/C(편익비용분석) 결과 기준치 1 대비 0.33으로 비경제적이며 NVP(순가치)는 -1조 5,444억원으로 도출되었고, 사업비가 3조 5,708억원에 달하는 등 경제성이 없음이 분명함에도 AHP분석도 거치지 않고 실시설계를 시작했다는 것이다. 특히 국고 사업으로 진행되면서 도로공사의 부채비율이 24조원이 넘는데도 무리하게 진행하여 지속적이고 큰 손해가 예상된다는 점이 지적되었다. 더불어 이명박 전 대통령의 측근인 이상득 전 의원의 지역구가 위치한 포항시로 이어지는 구간이며, 포항시 일대의 대규모 SOC 공사 추진과 관련하여 형님예산, 형님고속도로 등의 비판이 잇따랐다.
또한 포항시내를 우회하는 구간의 선정에 있어 기존안은 울산 ~ 포항 구간의 종점에서 포항시를 서쪽으로 우회하여 육지를 통하는 방안이었으나, 동쪽 바다를 가로질러 가는 방안으로 결정되었다. 이 방안은 해저터널과 해상교량, 해상 인공섬, 휴게소 등을 설치한 가칭 동해안대교의 건설을 전제로 한 것인데, 동해안대교의 사업비 문제로 동쪽 바다를 건넌 흥해읍에서 시작하여 영덕군까지 이어지는 노선만이 현재 착공되어, 2024년에 완공되더라도 울산 ~ 포항 구간과 직접 연결되지 않는 별도의 고속도로로 유지하게 된다. 또한 현재 17.1km의 영일만대교는 민자 유치가 계획되고 있는데, 지역구 국회의원이 "황당하고 가치없는 사업"이라고 언급할 정도로 과다한 사업비 부담으로 인해 응하는 업체가 없는 상태이다.

### 영덕 ~ 삼척 구간
경상북도 영덕군에서 강원특별자치도 삼척시를 잇는 노선이다. 이 구간은 전 대한민국 대통령인 박근혜의 주요 공약으로 경상북도 포항시에서 영덕군까지 진행되는 공사와 함께 연결되는 구간으로 제시한 사항이나, 타당성조사 결과 B/C 0.26으로 경제성이 거의 없어 영남권 신공항 등과 함께 선심성 공약으로 비판받으며 사실상 추진이 무기한 보류되고 있다.

### 삼척 ~ 동해 구간
동해고속도로가 최초 개통된 강원도 동해시와 양양군 사이의 구간에서 남쪽인 동해시 지흥동을 출발, 삼척시 근덕면 상맹방리까지 이어지는 4차로, 18.6km의 구간이다. 2002년 건설교통부의 예비타당성조사, 2003년 6월부터 2004년 1월까지 타당성조사 및 기본설계가 실시되었고 2004년 11월부터 실시설계가 시작되었으나, 이후 빠르게 추진되지 못하다가 2008년 7월에 실시설계를 마치고 2009년 3월에 착공하여 2016년 9월 9일에 개통되었다. 터널은 총 6개소 4.5 km가량이, 교량은 22개소 3.7 km가량이 신설되었다. 이후 현재 충청북도 제천시 금성면 제천 분기점까지 개통된 평택제천고속도로를 강원도 삼척시까지 연장하는 것을 구상하고 있으며, 삼척 나들목과 동해 나들목 사이에서 접속하게 될 예정이다.

### 동해 ~ 강릉 구간
강원특별자치도 동해시 동해 나들목에서 강릉시 강릉 나들목까지 연결되는 동해 ~ 강릉 구간은 최초로 건설된 동해 ~ 죽헌 교차로(현재 국도 7호선으로 격하된 구간) 구간을 2004년에 이설하여 개통한 구간이다.

### 강릉 ~ 양양 구간
강원특별자치도 강릉시 강릉 나들목에서 양양군 남양양 나들목까지 연결되는 구간은 영동고속도로 대관령 구간 이설과 함께 2001년 개통되었다. 2009년 남양양 나들목 ~ 하조대 나들목 구간, 2012년 하조대 나들목 ~ 양양 분기점 구간이 개통하였다.

### 양양 ~ 속초 구간
강원특별자치도 양양군 양양 분기점에서 속초시 속초 나들목을 연결하는 구간은 2009년 착공하여 2016년에 개통하였다.

### 속초 ~ 고성 구간
강원특별자치도 속초시 속초 나들목에서 고성군 제진역까지 구간은 구상중이다.

## 고속도로 지정 해제 구간
동해시 천곡동부터 강릉시 죽헌동까지 41.7km 구간은 1973년 11월에 건설된 동해고속도로 구간은 건설 당시 지형 및 경제적 여건상 시속 40km에서 80 km 수준으로 설계되어 선형이 매우 열악하였으며, 왕복 2차로의 도로로 사고의 위험이 공존하였다. 게다가 이설 전까지는 개방식 요금소인 옥계 요금소가 활용되었으며, 강릉 나들목과 초구 나들목, 묵호 나들목을 제외한 나들목이 모두 평면교차로였다. 따라서 기존 동해고속도로의 노선을 단순히 확장하는 것은 어려울 것으로 판단, 옥계에서 망상까지의 구간을 제외한 전 구간을 4차로로 신설할 것을 검토하였고, 2004년 11월 24일 동해 나들목 ~ 강릉 나들목 41 km 구간이 왕복 4차선 규모로 확장 개통되어 이설 개통했다. 또한 같은날 기존 구간은 고속도로 지정에서 해제되었다.
한편 동해고속도로 이설 전까지 요금은 전 구간 500원이었으나, 이설 후 2,200원으로 인상되었다는 점과 이설된 도로가 강릉 시내에서 멀리 떨어져 있어 이용이 불편한 점을 이유로 동해 나들목 이용 차량 기준 당초 예상한 7,000대의 30%에 그치고 있다. 동해고속도로를 이용할 경우, 4배 이상 비싼 요금을 내고도 나들목에서 강릉시내까지 진입해야 하므로 오히려 구 동해고속도로인 국도를 이용하는 편이 빠르기 때문이다. 반면에 국도로 변경되어 통행료가 폐지된 구 동해고속도로 구간에는 신설된 동해고속도로 개통 전보다 차량이 2 ~ 3배 늘어 출퇴근 시간대에 교통혼잡이 가중되고 있다.
또한 구 동해고속도로 구간은 고속국도에서 지정 해제되어 고속국도법의 적용을 받지 않으며, 도로교통법상 일반도로 중 편도 1차로는 최고속도를 60 km/h로 제한한다는 규정에 따라 당초 80 km/h에서 60 km/h로 제한속도가 줄어들었다. 그리고 갓길을 차선으로 활용할 경우 편도 2차로의 운행이 가능한 구간이 많아 시민들은 해당 구간의 차로 수를 늘리고, 제한속도를 높일 것을 주장하고 있다.
아래 노선은 2004년 도로현황조서 기준으로, 2004년 11월 24일 동해고속도로가 이설되기 전 나들목과 그 거리를 나타낸 것이다.
| 이름        | 로마자 이름   | 한자 이름  | 구간 거리 | 누적 거리 | 접속 노선                           | 소재지 | 소재지 | 비고              |
| ----------- | ------------- | ---------- | --------- | --------- | ----------------------------------- | ------ | ------ | ----------------- |
| 천곡동 시점 |               |            | 0.00      | 0.00      |                                     | 동해시 | 천곡동 |                   |
| 천곡        | Cheongok      | 泉谷       | 0.30      | 0.30      | 국도 제7호선                        | 동해시 | 부곡동 | 평면 교차로       |
| 묵호항      | Mukhohang     | 墨湖港     | 3.55      | 3.85      | 국도 제7호선                        | 동해시 | 발한동 | 평면 교차로       |
| 초구        | Chogu         | 草邱       | 1.77      | 5.62      | 국도 제7호선                        | 동해시 | 망상동 | 평면 교차로       |
| 망상        | Mangsang      | 望祥       | 1.10      | 6.72      |                                     | 동해시 | 망상동 | 평면 교차로       |
| 옥계역      | Okgye Station | 玉溪驛     | 5.52      | 12.24     | 국도 제7호선                        | 강릉시 | 옥계면 | 평면 교차로       |
| 옥계        | Okgye         | 玉溪       | 1.13      | 13.37     | 국도 제7호선                        | 강릉시 | 옥계면 | 평면 교차로       |
| 옥계 요금소 | Okgye TG      | 玉溪料金所 |           |           |                                     | 강릉시 | 옥계면 | 개방식 본선요금소 |
| 정동        | Jeongdong     | 正東       | 8.41      | 21.78     | 오이동길                            | 강릉시 | 강동면 | 평면 교차로       |
| 임곡        | Imgok         | 林谷       | 4.92      | 26.70     | 국도 제7호선                        | 강릉시 | 강동면 | 평면 교차로       |
| 모전        | Mojeon        | 母田       | 3.13      | 29,83     | 국도 제7호선                        | 강릉시 | 강동면 | 평면 교차로       |
| 강릉        | Gangneung     | 江陵       | 8.02      | 37.85     | 영동고속도로 국도 제35호선 강릉대로 | 강릉시 | 내곡동 | 현재 홍제교차로   |
| 지변        | Jibyeon       | 池邊       | 2.30      | 40.15     |                                     | 강릉시 | 지변동 | 평면 교차로       |
| 죽헌        | Jukheon       | 竹軒       | 1.55      | 41.70     | 국도 제7호선                        | 강릉시 | 죽헌동 | 평면 교차로       |

## 구간 과속 단속
- 울산, 포항방향
  - 온양 나들목 ~ 청량 나들목 6.8km (2016년 1월부터 시행)[110]
  - 남경주 나들목 ~ 양북1터널 ~ 동경주 나들목 10.1km (2017년 3월 시행)
- 부산방향
  - 동경주 나들목 ~ 양북1터널 ~ 남경주 나들목 10.1km (2017년 3월 시행)

## 같이 보기
- 부산울산고속도로주식회사 - 동해고속도로의 구간 중 부산기점 ~ 울산 구간을 운영하는 한국도로공사의 자회사이다.